# Museo Romano Oiasso
El museo Oiasso es un museo arqueológico que reúne los restos de época romana hallados en la localidad de Irún, la antigua Oiasso que citan las fuentes romanas. Tiene la misión de dar a conocer el patrimonio arqueológico de la zona y convertirse en el centro de referencia del conocimiento y divulgación de la época romana en el golfo de Vizcaya.
El museo es también un espacio de desarrollo de actividades culturales en torno a la Historia Antigua y la Arqueología.

## Actividades del Oiasso
Ofrece visitas guiadas a la exposición permanente y a la ermita de Santa Elena (ermita medieval que contiene restos arqueológicos correspondientes a la necrópolis de Oiasso). Además, el Museo organiza distintas actividades como talleres didácticos, cursos de Arqueología, conferencias, paseo arqueológico en tren verde, viajes y excursiones o el Festival Internacional de Cine Arqueológico del Bidasoa.

## Oiasso
Oiasso es el acontecimiento arqueológico más importante del panorama guipuzcoano de finales del siglo XX. Gracias a las investigaciones realizadas por el equipo de la sociedad Arkeolan, ha emergido una ciudad romana cuya superficie urbana se evalúa entre 12 y 15 hectáreas. El dinamismo de este asentamiento estuvo impulsado por un activo puerto, especialmente en el período de máxima actividad que se fecha entre los años 70 y 200 de nuestra era, y las explotaciones mineras de plata y cobre de Aiako Harria.
Otras intervenciones arqueológicas permitieron identificar en 1969 un fondeadero al pie del cabo Higuer (Fuenterrabía), en el que se podían resguardar las embarcaciones en caso de temporal; y en 1971 una necrópolis situada fuera de la población, en el interior de la ermita de Santa Elena. También se identificaron un puente que cruzaba el Bidasoa, y las termas o baños públicos de la ciudad. Por si esto fuera poco, en cada uno de estos episodios se han recogido colecciones de objetos sobresalientes que hablan del nivel de vida alcanzado por sus ocupantes, muy en sintonía con los ambientes urbanos de las ciudades romanas del litoral atlántico.
El descubrimiento más destacado ha sido el del puerto romano, en el año 1992, llevado a cabo por un equipo de Arkeolan, dirigidos por Mertxe Urteaga. A partir de este descubrimiento de excepcional entidad, comenzaron las tareas encaminadas a la formalización del Museo Oiasso, para el cual se eligió el emplazamiento de las antiguas Escuelas del Juncal; este edificio, situado junto a la iglesia parroquial en un lugar emblemático del centro de la ciudad, estuvo en uso hasta la década de los años ochenta del siglo pasado y forma parte de la memoria colectiva de la población. En cualquier caso, el factor decisivo para ser elegido como sede del museo Oiasso deriva del descubrimiento, en 1996, en el solar trasero, de los restos de las termas. Estos testimonios, una vez consolidados y musealizados, pasarán a formar parte de la oferta del museo.